# قيس بن أبي صعصعة
قيس بن أبي صعصعة صحابي من بني مازن بن النجار من الخزرج. شهد قيس بن أبي صعصعة بيعة العقبة الثانية، كما شهد غزوتي بدر وأحد، وشهد اليرموك أميرا على كردوس، وكان قائدًا لساقة جيش المسلمين يوم بدر. وكان لقيس من الولد الفاكه وأم الحارث أمهما أمامة بنت معاذ بن عمرو بن الجموح.

## نسبه
وهوالصحابي قيس بن عمرو أبي صعصعة بن زيد بن عوف بن مبذول بن عمرو بن غنم بن مازن بن النجار-تيم الله- بن ثعلبة بن عمرو بن الخزرج.

## روايته للحديث
روى عن النبي محمد حديثا.
روى عنه: واسع بن حبان بن منقذ الأنصاري المدني.